# Bulbophyllum flabellum-veneris
Bulbophyllum flabellum-veneris es una especie de orquídea epifita originaria de Asia. 

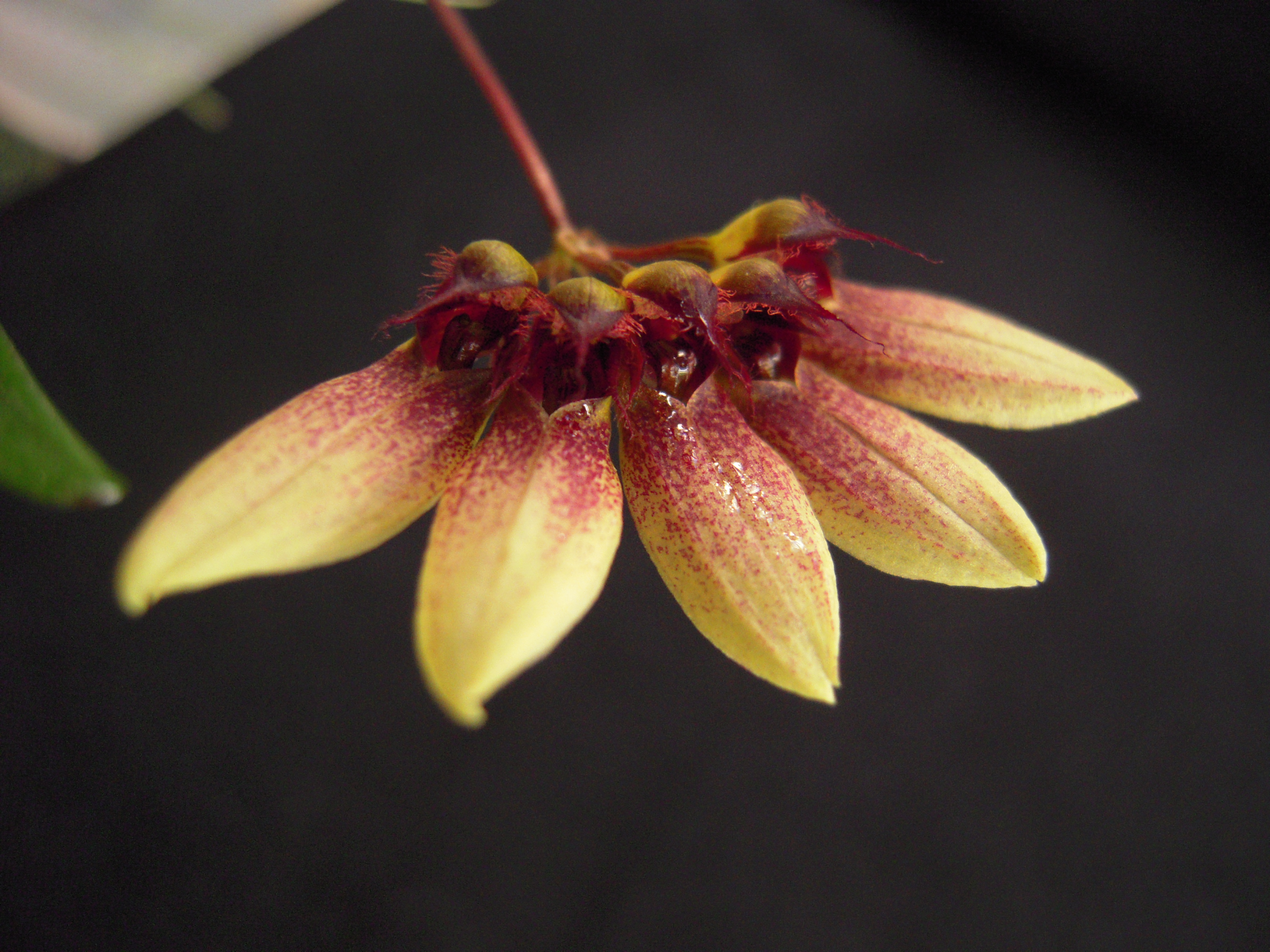
Detalle de la flor

## Descripción
Es una orquídea de pequeño tamaño que prefiere el clima fresco, con hábitos de epifita con un rizoma leñoso y 2 cm de separación entre cada uno de sus cinco pseudobulbos cónicos, de color verde pálido brillante, ubicados en 5 ángulos desiguales, cada uno de los cuales lleva una sola hoja apical, erecta, oblonga, breve y obtusamente bilobulada apicalmente, que se estrecha bruscamente abajo en la corta base peciolada de la hoja, la cual florece en dos a tres inflorescencias basales de 15 cm a 22 cm de largo, de color púrpura brillante con tres brácteas tubulares agudas y estrechamente lanceoladas, cóncavas, de color rojizo marrón que llevan de 11 a 13 flores por encima de la hoja conformando una umbela. Requiere riegos regulares y fertilizantes, humedad elevada y buena circulación del aire.

## Distribución y hábitat
Se encuentra en la India, Birmania, Laos, Tailandia, Malasia peninsular, Camboya, Vietnam e Indonesia en los bosques se caducifolios y de hoja perenne en las rocas cubiertas de musgo y en las bases de los árboles en las elevaciones de 300 a 1.100 metros.

## Taxonomía
Bulbophyllum flabellum-veneris fue descrita por (J.König) Aver.   y publicado en Annales Botanices Systematicae 6: 260. 1864.
Etimología
Bulbophyllum: nombre genérico que se refiere a la forma de las hojas que es bulbosa.
flabellum-veneris: epíteto
Sinonimia
- Bulbophyllum flabelloveneris (J. König) Seidenf. & Ormerod ex Aver.
- Bulbophyllum gamosepalum (Griff.) J.J.Sm.
- Bulbophyllum griffithianum E.C.Parish & Rchb.f.
- Bulbophyllum lepidum (Blume) J.J.Sm.
- Bulbophyllum lepidum var. angustum Ridl.
- Bulbophyllum lepidum var. insigne J.J.Sm.
- Bulbophyllum rolfeanum (Rolfe ex Downie) Seidenf. & Smitinand
- Bulbophyllum umbellatum J.J.Sm.
- Bulbophyllum viscidum J.J.Sm.
- Cirrhopetalum ciliatum Klinge
- Cirrhopetalum flabellum-veneris (J.König) Seidenf. & Ormerod
- Cirrhopetalum gagnepainii Guillaumin
- Cirrhopetalum gamosepalum Griff.
- Cirrhopetalum lepidum (Blume) Schltr.
- Cirrhopetalum siamense Rolfe ex Downie
- Cirrhopetalum stramineum var. purpureum Gagnep.
- Cirrhopetalum viscidum (J.J.Sm.) Garay, Hamer & Siegerist
- Ephippium lepidum Blume
- Epidendrum flabellum-veneris J.König	basónimo
- Phyllorchis gamosepala (Griff.) Kuntze
- Phyllorchis rolfei Kuntze
- Phyllorkis gamosepala (Griff.) Kuntze[3][4]